# Isabel Borrego
 (octobre 2022).
Si vous disposez d'ouvrages ou d'articles de référence ou si vous connaissez des sites web de qualité traitant du thème abordé ici, merci de compléter l'article en donnant les références utiles à sa vérifiabilité et en les liant à la section « Notes et références ».
Isabel María Borrego Cortés, née le 11 mai 1968, est une femme politique espagnole membre du Parti populaire (PP).
Elle est élue députée de la circonscription de Murcie lors des élections générales de décembre 2015.

## Biographie

### Vie privée
Elle est mariée.

### Profession
Elle est licenciée en droit.

### Activités politiques
De 2011 à 2016, elle est secrétaire d'État chargée du Tourisme.
Le 20 novembre 2011, elle est élue députée pour Murcie au Congrès des députés et réélue en 2015 et 2016.